# Fullmetal Alchemist (film)
A Fullmetal Alchemist (鋼の錬金術師; Hagane no renkindzsucusi; Hepburn: Hagane no renkinjutsushi) 2017-ben bemutatásra kerülő japán sci-fi-fantasy akció-kalandfilm Szori Fumihiko rendezésében. A főszerepben Jamada Rjószuke, Honda Cubasza és Dean Fujioka lesz látható, a film Arakava Hiromu azonos című mangája alapján készül.
Bemutatója 2017. december 1-jén volt Japánban a Warner Bros. Pictures forgalmazásában.

## Cselekmény
A film teljes egészében bemutatja a manga történetét.

## Szereplők
- Jamada Rjószuke, mint Edward Elric[2]
- Honda Cubasza, mint Winry Rockbell[2]
- Dean Fujioka, mint Roy Mustang[2]
- Renbucu Miszako, mint Riza Hawkeye[2]
- Hongó Kanata, mint Irigy[2]
- Kunimura Dzsun, mint Tim Marcoh[2]
- Isimaru Kendzsiró, mint Cornello atya[1]
- Harada Nacuki, mint Gracia Hughes[2]
- Ucsijama Sindzsi, mint Falánk[2]
- Vatanabe Nacuna, mint Maria Ross[2]
- Óizumi Jó (különleges megjelenés), mint Shou Tucker[2]
- Szató Rjúta, mint Maes Hughes[2]
- Kohinata Fumijo, mint Haruko tábornok[1]
- Macujuki Jaszuko, mint Buja[2]

## Forgatás
A forgatás olaszországi helyszíneken kezdődött, 2016 júniusának első hetében Volterrában filmezett a stáb, majd néhány jelenetet Japánban vettek fel 2016. augusztus 26-ig. A vizuális effekteket az OXYBOT inc. készíti.
A film teljes egészében bemutatja a manga történetét, azonban Edward Elricet 20 évesre „öregítették” (a mangában csak 15 éves).
Szori Fumihiko az Oriconnak adott interjújában elárulta, hogy mély vonzalmat érez a történet iránt, amely elmondja az „élet igazságait”. „Ez az én legkedvesebb kívánságom, hogy filmre vihessem ezt a csodálatos történetet, és nem túlzás azt mondani, hogy emiatt élek.” Szori hozzátette, hogy egy olyan filmet akar készíteni, „ami olyan technikákat alkalmaz, melyek vetekednek Hollywooddal.”